# Première bataille du poste-frontière de Dehiba
Guerre civile libyenne de 2011
Batailles
- 1re Benghazi
- El Beïda
- Derna
- 1re Tripoli
- Misrata
- 1re Zaouïa
- Djebel Nefoussa (1re Dehiba
- 2e Dehiba
- Gharyan)
- 1re Brega
- 1re Ras Lanouf
- 1re Ben Jawad
- 2e Ras Lanouf
- 2e Brega
- 1re Ajdabiya
- 2e Benghazi
- 2e Ajdabiya
- 1re golfe de Syrte
- 3e Brega
- Al Jawf
- Front de Misrata (Zliten
- Tawarga
- 2e Zaouïa
- 4e Brega
- Fezzan
- Birak)
- 5e Brega
- 3e Zaouïa
- 2e Tripoli
- 2e Sebha
- 2e golfe de Syrte (Syrte)
- Offensive de Bani Walid (Tarhounah - Bani Walid)

- Intervention militaire de l’OTAN
- Opération Ellamy (Royaume-Uni)
- Opération Harmattan (France)
- Opération Odyssey Dawn (États-Unis)
- Opération Mobile (Canada)

La première bataille du poste-frontière de Dehiba est une bataille de la guerre civile libyenne qui eut lieu le 21 avril 2011 opposant les rebelles aux loyalistes à Wazzin (en) (Libye) et Dehiba (Tunisie). La prise de ce poste-frontière par les rebelles oblige 200 soldats pro-Kadhafi à fuir en traversant la frontière.

## Déroulement
Le poste-frontière de Dehiba est un poste-frontière qui se situe à l'ouest de la Libye, sur la frontière avec la Tunisie. Les premiers combats débutent le 21 avril 2011 entre rebelles et pro-Kadhafi. Le poste est conquis le 21 avril 2011 à l'aube par les insurgés opposés au régime de Mouammar Kadhafi, forçant 200 soldats pro-Kadhafi à fuir en traversant la frontière, entre 5 et 10  soldats pro-Kadhafi sont tués, et 25 blessés.